# Porobeton
Porobeton ili plinobeton (u Hrvatskoj, materijal je češće imenovan trgovačkim imenom Siporex, međunarodno često citiran kao "AAC", kratica engleskog termina "autoclaved aerated concrete")  je građevinski materijal koji se izrađuje reakcijom malih količina aluminija sa smjesom vapna, vode i cementa; reakcija s aluminijem stvara veliku količinu mjehurića, te je konačni rezultat materijal čiji volumen sadrži 80% zraka uhvaćenoga u porama. Materijal sazrijeva oko 12 sati u velikim posudama pod pritiskom od 12 bara, tzv. autoklavama. U građevinarstvu se porobeton koristi već skoro cijelo jedno stoljeće. Porobeton je znatno lakši (približno za 2/3) od većine drugih građevinskih materijala, što smanjuje opterećenje konstrukcije zgrade i poboljšava otpornost zgrade u slučaju potresa; a odlikuje se i dobrim termičkim osobinama - u literaturi se navodi da njegova uporaba u izgradnju smanjuje kasnije troškove grijanja i hlađenja zgrade za 20%. Materijal je u stanju izdržati u slučaju požara temperaturu od 1.600 stupnjeva cezijusa, više nego dvostruko nego drugi čvrsti građevni materijali.
Materijal je 1924. godine patentirao švedski arhitekt dr. Johan Eriksson. Prvi pogon za masovnu proizvodnju porobetona sagrađen je 1932. godine pri švedskoj tvornici Carlsro Kalkbruk Skovde (pod trgovačkim imenom "Durox"), a od 1934. ga proizvodi također švedski proizvođač Siporex. Krajem 1930.-ih godina prve tvornice za izradu porobetona prema švedskoj licenci su sagrađene u Njemačkoj i Nizozemskoj. Njemački inženjer Josef Hebel je 1940.-ih godina razvio tehnologiju za proizvodnju armiranih građevnih elemenata od porobetona. Nakon II. svjetskog rata, porobeton je ušao u široku proizvodnju i primjenu u SR Njemačkoj, Velikoj Britaniji, Danskoj i Nizozemskoj. 2014. godine je porobeton proizvođen u preko 3 tisuće pogona diljem svijeta.
Porobeton se u Hrvatskoj koristi od 1969. godine. U Hrvatskoj se u cijelosti od porobetona običavaju graditi samo obiteljske i druge manje zgrade, dok je kod većih zgrada uobičajenije korištenje porobetona za dijelove građevine, primjerice za gradnju unutarnjih i vanjskih zidova ili na dijelovima koji zahtijevaju bolje protupožarne karakteristike.
Da bi se osigurala trajnost zidova i drugih elemenata od porobetona, koristi se oblaganje štukom, ukrasnim kamenom ili drugim materijalima, slično kao kod betonskih zidova.

## Vanjske poveznice
- "Autoclaved Concrete", stručni i znanstveni članci, standardi i drugi izvori o poroboetonu, kod "American Concrete Institute". Pristupljeno 5. rujna 2023.